# Acheron (Sprache)
Die Sprache Acheron (auch garme genannt) ist eine der vier Tocho-Sprachen innerhalb der kordofanischen Sprachgruppe, die in der sudanesischen Provinz Kordofan südlich des Gebiets der Nubaberge gesprochen werden.
Die Sprecher des Tagoi werden zunehmend durch die arabischsprachige Mehrheitsgesellschaft assimiliert, daher ist die Zahl der Acheron-Sprecher verschwindend gering.
Es gibt zwei Dialekte, einen westlichen und einen östlichen.